# Кръстьо Кръстев (физик)
 Тази статия е за българския физик.  За българския литературен критик и публицист вижте Кръстьо Кръстев.  
Кръстьо Кръстев (на английски: Christjo Christoff) е български физик и натурализиран американски гражданин.

## Биография
Роден е в Силистра в семейството на Дафина и Иван Кръстеви на 12 юли 1900 г. Баща му е дипломат. След окупирането на Добруджа преди Първата световна война се премества в София. В Германия получава висше образование по физика и минно инженерство. Следва медицина в Румъния, без да се дипломира.
През 1929 г. оглавява отдел в Министерството на полезните изкопаеми и водоизточниците, по-късно е на подобна длъжност в Министерството на железниците. Назначен е за директор по научните изследвания към Генералния щаб във Военното министерство през 1932 г.
На 12 август 1932 г. по време на обучение край Горна Баня при стрелби с тежки оръдия измервателните уреди, които Кръстев като началник отдел използва, отчитат непознато явление. След като го изследва по-подробно, установява, че при взрива се отделят електромагнитни вълни, които се движат със скоростта на светлината. Той нарича това явление електромагнитна пулсация. На следващата година получава златен медал от Военното министерство за изобретение, позволяващо точна артилерийска стрелба. Военните специалисти са скептични към откритието и приписват неговото заключение на аномалии в атмосферата. Ген. Луков – тогава помощник-инспектор към артилерията, го насърчава. Заради Ньойския договор им се налага да внасят тайно английска звукоизмервателна апаратура. Финансирането на изследването е било проблематично. От необходими 250 хил. лева финансовото министерство отпуска 10 хил. Данаил Крапчев, редактор на в-к „Зора“, дарява 150 хил. лв. Цар Борис III, който е сред личните му приятели, също дарява и му дава стипендия за специализация в Берлинския университет.
Професор Кръстев продължава да изследва явлението с помощта на физици от отдела за измервателни уреди на фирмата Siemens, както и с физика Макс Планк. През същата 1933 г. неговото откритие е регистрирано с осцилограф и научно потвърдено от германските физици по време на маневри край Шабаница през 1937 г., с което получава името „Ефект на Кръстев“ (англ.: Christoff effect). Кръстев получава лично парично възнаграждение. В замяна за засекретеното откритие Германия предава на България звукоизмервателна подвижна станция Siemens, 4 противовъздушни батареи и 14 бойни самолета. Със самолет от тях летец Списаревски нанася таранния си удар.
Основава и притежава заводи в София – завод за електротехническо оборудване „Едисон“, за химикали и лекарства „Алтрос“ и електрохимически завод „Аляска“, предприятие за обработка на агнешки кожи и за облекла. При пътуванията си в Европа описва впечатленията си в статии на в-к Софийски вести, на който става и собственик. Влага голяма част от състоянието си с огромна фамилна къща с 52 стаи, обзаведена със скъпи мебели, ценни картини, сервизи и килими, чието състояние е оценено през 1963 г. на 700 хил. $. Напускайки България, не взима нищо от състоянието си, вкл. и пари.
На 9 септември 1944 г. Кръстев и семейството му се прибират към България през Словакия, но, научавайки за събитията в България, решава да не се прибере и заминава за Швейцария, а по-късно за Рим, Италия. Там през 1947 г. заедно с американския физик и военно аташе в Рим Албърт Стол (англ. Albert E. Stoll) обсъжда приложението на откритието си за регистриране на атомни експлозии, независимо от разстоянието. Тогава заминава за Канада и е назначен за директор на научноизследователски център за хирургическо оборудване в Торонто. През 1950 г. се установява в САЩ и застава начело на научноизследователския институт за сплави за хирургически инструменти в Шампейн. Малко след това е привлечен като специален консултант на армията, флота и военновъздушните сили на САЩ. През 1950 г. участва на Женевската конференция по разоръжаването. По това време се среща с Алберт Айнщайн и обсъжда с него различни нови насоки за приложение на феномена, наречен на негово име. До 1962 г. името на откривателя на електромагнитния импулс стои в документите с гриф „Строго секретно“. През 1962 г. ефектът е намерил приложение във военна апаратура на САЩ и през 1963 г. ѝ е дадена публичност с цел да се обезсмисли тайното провеждане на тестове за атомни оръжия 
 
През 1945 г. е осъден задочно от X състав на т.нар. Народен съд на 15 години строг тъмничен затвор и да заплати 1 млн. лева глоба, при несъбираемост заменима с 6 месеца тъмничен затвор. Конфискувано му е всичкото движимо и недвижимо имущество.
На 11 септември 1962 г. получава американско гражданство заедно със семейството си и награда на американската армия за изключителна служба. Умира на 16 септември 1969 г. 
Женен за Йордана. Има дъщеря Дафин и син Георги. Синът му регистрира през 1971 г. друго негово изобретение, за повишаване на йонизацията във въздуха, използвано за по-бързо възстановяване на състезателни коне. През 1965 г. внася иск в чикагски съд срещу местна ветеринарна клиника за компенсация на неправилно лекувания и умрял негов кокер шпаньол, който бил в състояние да разпознава електромагнитни вълни при атомни експлозии. През 1967 г. рекламира негово устройство против умора на волана, което компенсирало отрицателното напрежение на пластмасовия кокпит на колата. Такива устройства вече бил внедрил в кабините на военните самолети и подводници.